# Sun Wei (sportiv)
Sun Wei (n. 12 august 1995, Nantong⁠(d), Republica Populară Chineză) este un gimnast artistic ce a reprezentat Republica Populară Chineză, medaliat olimpic. A participat la o ediție a Jocurilor Olimpice (2020) în care a câștigat o medalie de bronz.